# Джами, Эхсан
Эхсан Джами (перс. احسان جامی‎; род. 20 апреля 1985, Мешхед) — нидерландский политик, активист и писатель иранского происхождения, один из основателей бывшего «Центрального комитета бывших мусульман». Ранее был членом «Партии труда», а затем стал активистом «Партии свободы», основанной Гертом Вилдерсом.

## Ранний период жизни
Родился и вырос 20 апреля 1985 года в Мешхеде, Иран. Его отец — врач. Его мать позже обратилась в христианство. Будучи сыном врача, пользовался значительными привилегиями в Иране. В одном из интервью заявил: «Мои дедушка и бабушка были мусульманами, но мой отец был нерелигиозным». Однако в другом интервью, взятом двумя годами ранее, он описал своего отца как мусульманина. Политическая деятельность отца вынудила его семью покинуть страну. Вместе со своими родителями и старшей сестрой девятилетний Джами прибыл в Нидерланды в 1994 году, позже получив нидерландское гражданство.

## Карьера
Изучал управленческие науки в течение полутора лет в Нидерландах и в 2003 году вступил в «Партию труда». В марте 2006 года был избран на местных выборах в городской совет Лейдсендам-Ворбурга.
После террористических актов 11 сентября 2001 года начал читать Коран и хадисы, после чего решил, что не отождествляет себя ни с тем, ни с другим. Критиковал исламского пророка Мухаммеда, называя его «преступником». Вместе с Лубной Беррадой (основательницей Консультативного комитета по интеграции, части правой «Народной партией за свободу и демократию») основал «Центральный комитет бывших мусульман» в 2007 году. Организация, поддерживаемая Афшином Эллианом, нацелена на поддержку отступников от ислама. Беррада покинула комитет вскоре после его основания, поскольку посчитала, что Эрхад Джами бросает вызов самой религии, заявив: «Я не хочу противостоять самому исламу. Я лишь хочу распространять сообщения о том, что мусульманам должно быть разрешено оставить ислам позади, не подвергаясь угрозам».
С 7 марта 2006 года по 6 ноября 2007 года был членом городского совета Лейдсендама-Ворбурга от «Партии труда». С этого дня и до 2010 года продолжал быть членом городского совета как независимый член «фракции Джами».
4 августа 2007 года подвергся нападению в своём городе Ворбурге со стороны трёх мужчин. Широко распространено мнение, что нападение было связано с его деятельностью в комитете. Управление национального координатора по борьбе с терроризмом, прокуратура и полиция на встрече 6 августа пришли к выводу, что необходимы дополнительные меры для защиты Эхсана Джами, который впоследствии получил дополнительную охрану.
В сентябре 2007 года написал статью совместно с политиком «Партии свободы» Гертом Вилдерсом для нидерландской ежедневной газеты De Volkskrant, сравнив угрозу ислама с подъемом национал-социализма Адольфа Гитлера в 1930-х годах. Это был ответ на замечания национального координатора по борьбе с терроризмом Тжиббе Джостры в Algemeen Dagblad, который раскритиковал тон, используемый некоторыми людьми в обсуждении ислама.
4 октября 2007 года объявил, что работает над проектом фильма, который должен выйти в феврале 2008 года и который, по его мнению, может быть сопоставим по уровню скандала с карикатурами на Мухаммеда в Jyllands-Posten. 31 марта 2008 года отменил этот проект после призыва министра юстиции и безопасности Нидерландов Эрнста Хирша Баллина и угроз со стороны Ирана.
Однако после месяцев раздумий снова решил выпустить этот короткометражный фильм 9 декабря 2008 года. За объявлением последовали призывы европейских исламских организаций бойкотировать нидерландскую продукцию. Премьер-министр Нидерландов Ян Петер Балкененде извинился за фильм Эхсана Джами.
После выражения резкого мнения против ислама, сильной критики «Партии труда» и сравнения исламского пророка Мухаммеда с Адольфом Гитлером, его попросили отказаться от членства в совете «Партии труда». Отказавшись уйти в отставку и продолжив работу в качестве независимого члена, потерял своё членство в «Партии труда».
Эхсан Джами якобы цитировался в трудах Андерса Беринга Брейвика.
Являлся членом Консультативного совета «Международного общества свободной прессы», ключевого компонента международной сети по борьбе с джихадом.
В 2009 году Герт Вилдерс объявил, что Эхсан Джами стал частью «Партии свободы». Во время муниципальных выборов в Нидерландах в 2018 году был избран в совет Роттердама как член партии «Роттердам, пригодный для жизни».